# 6 Brygada Strzelców (URL)
6 Brygada Strzelców – oddział piechoty Armii Ukraińskiej Republiki Ludowej.

## Formowanie i zmiany organizacyjne
W wyniku rozmów atamana Symona Petlury z naczelnikiem państwa i zarazem naczelnym wodzem wojsk polskich Józefem Piłsudskim prowadzonych w grudniu 1919, ten ostatni wyraził zgodę na tworzenie ukraińskich jednostek wojskowych w Polsce.
Rozkazem dowódcy 2 Wołyńskiej Dywizji Strzelców nr 59 z 24 września 1920 rozpoczęto formowanie kurenia zapasowego dywizji. Już jednak rozkazem nr 68 z 18 października przekształcono go w 6 Brygadę Strzelców. Jednostkę tworzono z rekrutów pozyskanych w czasie mobilizacji. Brakowało uzbrojenia i wyposażenia. Do czasu rozpoczęcia ofensywy sowieckiej, brygada znajdowała się w początkowej fazie formowania i nie przedstawiała realnej siły bojowej. Podczas odwrotu większość zmobilizowanych rezerwistów zdezerterowała.
W związku z podpisaniem przez Polskę układu o zawieszeniu broni na froncie przeciwbolszewickim, od 18 października  wojska ukraińskie zmuszone były prowadzić działania zbrojne samodzielnie.
W listopadzie, pod naporem wojsk sowieckich, brygada doznała dużych strat i przeszła na zachodni brzeg Zbrucza, gdzie została internowana przez Wojsko Polskie.
Po przejściu Zbrucza, dowódca dywizji swoim rozkazem nr 77 z 24 listopada rozwiązał brygadę, a pozostałości jej stanu osobowego włączono do 2 kurenia 4 Zbiorczej Brygady Strzelców.

## Struktura organizacyjna
Organizacja brygady w listopadzie 1920
- dowództwo i sztab
- 16 kureń strzelców (na etapie formowania)

## Żołnierze oddziału
| Dowództwo jednostki      |                        |       |
| Stopień, imię i nazwisko | Okres pełnienia służby | Uwagi |
| Dowódca brygady          |                        |       |
| por. Mykoła Fedczenko    | 18 X – 24 XI           |       |
| Szef sztabu              |                        |       |
| chor. Petro Lewczenko    | 18 X – 24 XI           |       |